# ترزا ماکسووا
ترزا ماکسووا (چکی: Tereza Maxová؛ زادهٔ ۳۱ اوت ۱۹۷۱) مدل اهل جمهوری چک است.